# دیزی بورل
دیزی بورل (انگلیسی: Daisy Burrell، (زاده ۱۶ ژوئن ۱۸۹۳ - درگذشته ۱۰ ژوئن ۱۹۸۲) بازیگر زن اهل انگلستان بوده‌است.

## گزیده فیلمشناسی
از فیلم‌ها یا برنامه‌های تلویزیونی که وی در آن نقش داشته‌است می‌توان به آثار زیر اشاره کرد.
- دره وحشت (۱۹۱۶)
- زنان کوچک (۱۹۱۷)